# 卡斯特鎮區 (伊利諾伊州威爾縣)
卡斯特鎮區（英語：Custer Township）是位於美國伊利諾伊州威爾縣的一個行政鎮區。

## 地方資料
根據2010年美國人口普查的數據，卡斯特鎮區的面積為68.20平方千米，當中陸地面積為66.70平方千米，而水域面積為1.50平方千米。當地共有人口1415人，而人口密度為每平方千米20.75人。